# John McLeod (basket-ball)
Pour les articles homonymes, voir John McLeod.
Ne doit pas être confondu avec John MacLeod (basket-ball).
John McLeod, né en 1934, à Vancouver, en Colombie-Britannique, est un ancien joueur canadien de basket-ball. 